# آوگوست ویلهلم فون هفمان
آگوست ویلهلم فون هفمان (به آلمانی: August Wilhelm von Hofmann) (زادهٔ ۸ آوریل ۱۸۱۸، درگذشتهٔ ۵ مه ۱۸۹۲) شیمی‌دان آلمانی بود.

## زندگی
هفمان در سال ۱۸۱۸ در گیسن به دنیا آمد. وی نخست تمایلی به مطالعهٔ فیزیک و شیمی نداشت بلکه رشتهٔ حقوق و زبان‌شناسی را در گوتینگن برگزیده بود. اما پس از چندی به شیمی روی آورد و در دانشگاه گیسن، زیر نظر یوستوس فون لیبی در این زمینه آغاز به کار کرد.
کارهای هفمان به‌طور وسیعی بخش شیمی آلی را پوشش می‌داد. نخستین تحقیق او در آزمایشگاه استادش لیبی در گیسن انجام شد. او در آن هنگام بر روی قطران زغال‌سنگ کار می‌کرد؛ او به دلیل تحقیق بر روی پایه‌های آلی نفتا، توانست آنیلین تولید کند. او از این ماده به عنوان نخستین عشقش یاد کرده‌است. همچنین هفمان نخستین کسی بود که دربارهٔ مدل‌های مولکولی مقاله منتشر کرد.
هفمان در سال ۱۸۹۲ از دنیا رفت و در Friedhof der Dorotheenstädtischen und Friedrichswerderschen Gemeinden در برلین به خاک سپرده شد.

## ولتامتر هفمان
ولتامتر هفمان دستگاهی برای برق‌کافت آب است که ویلهلم هوفمن، خود، آن را اختراع کرده‌است.

## مطالعهٔ بیشتر

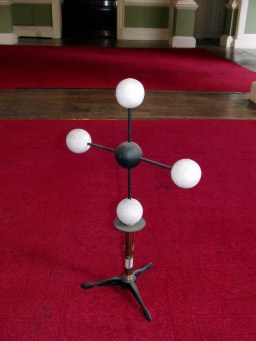
مدل متان هفمان

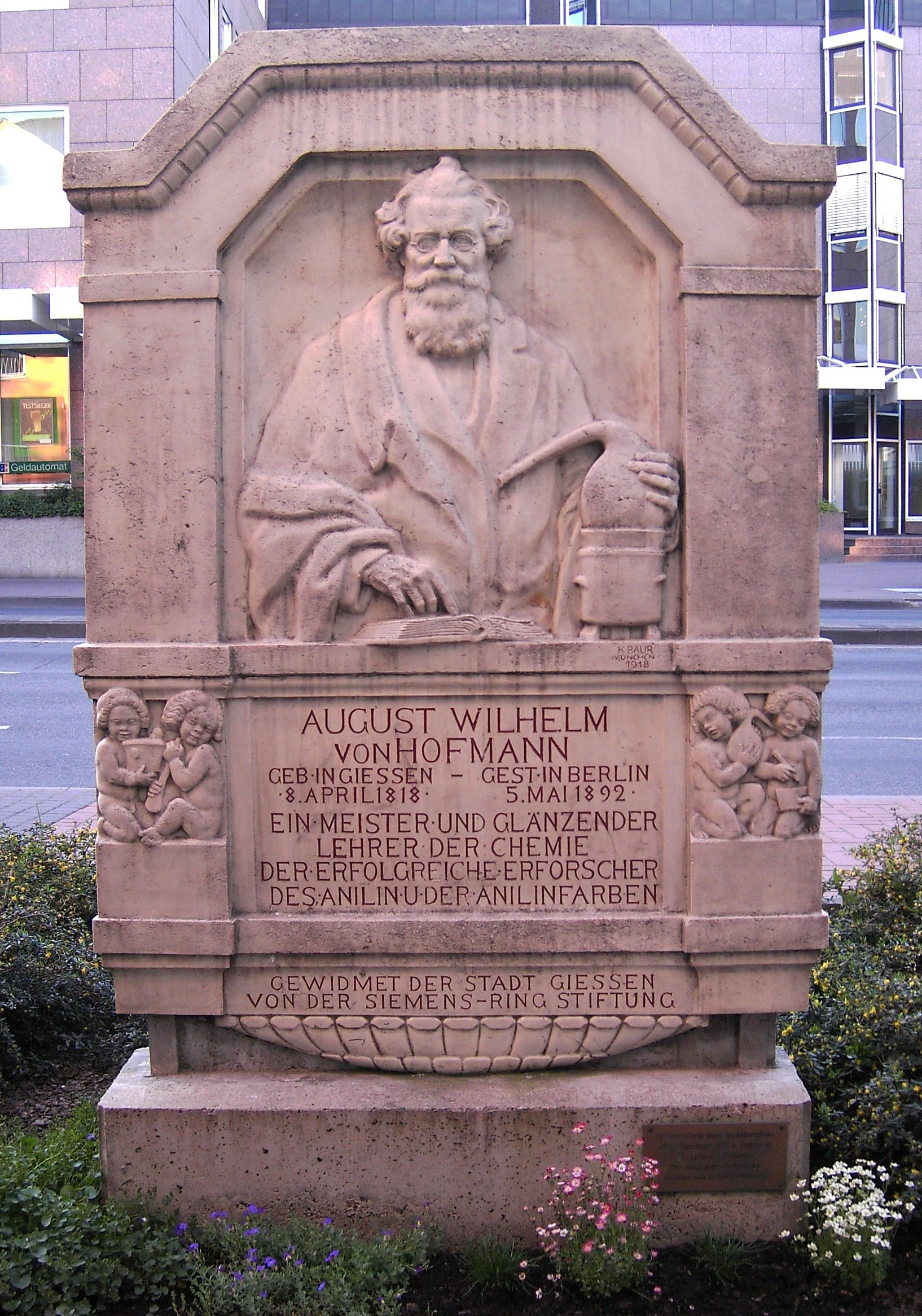
یادبود هفمان در گیسن

- Theodore A. Alston (2003). "The Contributions of A. W. Hofmann". Anesthesia Analgesia. ۹۶ (۲): ۶۲۲–۶۲۵. doi:10.1097/00000539-200302000-00058. PMID ۱۲۵۳۸۲۲۳. {{cite journal}}: Check |pmid= value (help)
- John J. Beer (1960). "A. W. Hofmann and the Founding of the Royal College of Chemistry". Journal of Chemical Education. ۳۷ (۵): 248–251. doi:10.1021/ed037p248.
- Christoph Meinel (1992). "August Wilhelm Hofmann - Reigning Chemist-in-Chief". Angewandte Chemie International Edition in English. ۳۱ (۱۰): ۱۲۶۵–۱۲۸۲. doi:10.1002/anie.199212653.
- William Henry Perkin (1896). "The origin of the coal-tar colour industry, and the contributions of Hofmann and his pupils". Journal Chemical Society Transaction. ۶۹: ۵۹۶. doi:10.1039/CT8966900596.
- Anthony S. Travis (1992). "August Wilhelm Hofmann (1818–1892)". Endeavour. ۱۶ (۲): ۵۹–۶۵. doi:10.1016/0160-9327(92)90003-8.